# H11T
H11T（エイチいちいちティー）は、東芝が開発した、イー・モバイルの音声通話サービス対応の携帯電話である。

## 特徴
イー・モバイルの音声通話サービス参入第1号機で、厚さ17.9ミリの2軸折りたたみ形ワンセグ対応となっており、ワンセグの連続視聴時間は3時間25分となっている。メインディスプレイにはW53Tと同じ2.8インチの太陽光の下でも見やすくなる「クリアスクリーン」が採用されている。カメラはau（KDDI／沖縄セルラー電話連合）およびソフトバンクモバイルの東芝製機種でも採用されている324万画素CMOSで、オートフォーカス付きである。Bluetoothはバージョン1.2となっている。
なお、UI、スペックは、基本的にソフトバンクモバイルのUIと同じ物を使用し、同社端末912Tとほぼスペックが同じ作りとなっているが、FeliCa（おサイフケータイ）機能が省略されている。また本機種にてワンセグ放送を見る場合はEMnetの契約が必要となる。また、WEBブラウザも、フルブラウザとcHTMLブラウザの2種類が用意されている（ただし、サイトによっては、cHTMLブラウザであっても、モバイル向けサイトではなく、PC向けサイトにリダイレクトされる場合もある）。充電用端子も、イヤホンマイク等の統合端子となったARIB-Aコネクタだが、イヤホンマイクの統合形式が「ソフトバンク東芝形」と呼ばれる、東芝が統合端子を導入した初期の仕様に準じている（後に、ドコモ・ソフトバンクの統合端子が新たに採用されたため、ソフトバンクモバイルから登場した東芝末期の端末はオペレータ統合端子に変更されている）。
最近の3G端末では、0を長押しすると+マークが表示（NOKIAの端末は、*の2度押し）され、国際電話のプリフィックスが自動付加される機能があるが、本機は待ち受け状態では数字ボタンを長押しすると電話帳の該当行が開くため、「0の長押し」だと電話帳のわ行が開いてしまう。本機の場合は一度通話ボタンを押して、番号入力状態にしてから0を長押しすることで+マークの入力が可能。他の回避方法としては、アシストモードを利用するか、010を自分で押すといった方法もある（イー・モバイルが提供するサービス以外を利用する場合は、0033010のように、事業者識別コードをさらに頭に付ける必要がある。この事業者識別コードの自動付加は、利用者自身によるアシストモードの設定で可能）。
なお、2010年9月17日に開始された、本端末をPCにつなぎ、パケット料無料の専用のAPN経由でMy EMOBILEにログインする「かんたんログイン」には、イー・モバイルからリリースされた全端末中H11Tは唯一対応していない。

## 沿革
- 2008年2月25日 - イー・モバイルより音声通話サービスの開始と同時に発表。

## 対応サービス
- 着うたフル／着うた／着うたミニ（同キャリア向けの音声用端末としては唯一の対応。ただし、2010年5月31日を以ってサービス終了したため、すでにダウンロードしたもののみ利用可能）
- 着信メロディ
- ミュージックプレイヤー（転送には付属のBeat Jam 2008 for H11Tを使用。AAC対応　＊WMAとMP3はAACに変換で対応。）
- ゲームアプリ
- EMnetメール
- SMS
- 絵文字
- デコレーションメール
- GPS
- フルブラウザ
- QRコードリーダー
- 赤外線通信
- Bluetooth （バージョン1.2）
- ドコモローミング対応（2010年10月31日を以って、サービス終了）